# KHOLC
Pour les articles homonymes, voir Khol (homonymie).
KHOL ou KHOLC est un acronyme désignant les grands groupes français du luxe que sont Kering, Hermès, L'Oréal et LVMH, auquel est ajouté Chanel. Ces groupes ont à leurs têtes de grandes fortunes mondiales que sont par ordre d'importance :
- Bernard Arnault (LVMH)[4]
- La famille Hermès (Hermès)[4]
- Françoise Bettencourt Meyers (L'Oréal)[4]
- François Pinault (Kering)[5]
- La famille Wertheimer (Chanel)[4]

## Présentation
Bruno Le Maire en 2019, alors ministre de l'Économie affirme que « La France n'a pas les Gafa, mais elle a les géants du luxe mondial », même si la capitalisation de ces Gafa (ou GAFAM) reste alors dix fois supérieure.
L'acronyme est inventé par Pierre-Yves Gauthier. En 2018, les quatre premiers groupes (KHOL) représentent un quart du CAC 40,, ; l'année suivante, les KHOL battent des records de capitalisation, voyant leurs valeurs augmenter. Trois ans plus tard c'est 40 % du CAC 40 avec un chiffre d'affaires cumulé de 137 milliards d'euros en 2021 puis 165 milliards l'année suivante, le tout appuyé par une forte croissance annuelle. 
Après la pandémie de Covid-19, ces groupes ont vu leurs chiffres d'affaires nettement progresser, particulièrement sur le commerce en ligne, puis aux États-Unis, mais aussi en Chine pays dont ils ont été dépendant. Ceux-ci profitent également de la reprise des voyages avec le secteur du commerce dans les aéroports (« travel retail ») en pleine expansion. Que ce soit directement ou par l'intermédiaire de leur family office, ces entreprises et ces personnes restent d'importants investisseurs. Ces groupes se heurtent à différentes difficultés dont celle de recruter, ou leurs responsabilités sociales et environnementales.